# Little Fighter 2
Little fighter 2 è un videogioco picchiaduro a scorrimento, seguito di Little Fighter. È un gioco di combattimento freeware per Windows, sviluppato da Marti Wong e da Starsky Wong nel 1999 e pubblicato in una lunga serie di aggiornamenti fino al 2008. Nel 2025 è uscita una remastered commerciale disponibile su Steam.

## Modalità di gioco
Il gioco supporta contemporaneamente fino a 4 giocatori umani sullo stesso computer, e fino a 8 in rete. 
Ci sono molti personaggi ognuno con speciali mosse che possono essere usate solo rispettando i costi di MP (punti magia).
Le azioni di base sono 4: movimento, attacco, difesa e salto; combinandole si possono ottenere le mosse speciali prima citate.
Lo scopo è completare tutti gli stage e arrivare al boss finale: Julian.